# Engadine
L'Engadine (romanche : , Nagiadegna et Gidegna, italien : Engadina, peut-être dérivée de En, le nom romanche de l'Inn) est une haute vallée des Alpes suisses située dans le canton des Grisons, au sud-est du pays, à proximité des frontières avec le Liechtenstein, l'Autriche et l'Italie. Elle forme le niveau supérieur de la vallée de l'Inn, cours d'eau qui traverse ensuite le Tyrol autrichien avant de se jeter dans le Danube en Bavière. Les Alpes rhétiques l'encadrent. La vallée commence à l'ouest au col de la Maloja qui permet les liaisons avec l'Italie via le val Bregaglia et se termine à l'est à la frontière autrichienne où la vallée prend le nom d'Inntal. La localité la plus connue de l'Engadine est Saint-Moritz.
C'est l'une des plus hautes vallées habitées d'Europe. Par son climat et sa culture, elle se démarque du reste de l'Oberland grison et s'étire sur environ 80 kilomètres. Elle est scindée en deux parties de part et d'autre de la cluse de Brail, la Haute-Engadine (Engiadin'Ota) et la Basse-Engadine (Engiadina Bassa). La limite entre les deux sections de la vallée est marquée par le ruisseau Ova da Punt Ota, qui se jette dans l'Inn par la gauche entre Cinuos-chel (sur la commune de S-chanf) et Brail (sur la commune de Zernez).
Une grande partie de la population parle le romanche (environ 60 000 locuteurs dans les Grisons), une langue romane, la 4e langue officielle de la Suisse.

## Étymologie
Le toponyme romanche Engiadina est attesté pour la première fois sous le nom latin vallis Eniatina en 930. Le philologue engadin Robert von Planta (1864-1937) a suggéré que le nom devrait être expliqué par un nom tribal non prouvé « Eniates ». Il s'agirait dans ce cas d'une dérivation du nom de la rivière Inn (Aenus / Enus) avec le suffixe celtique -ates pour désigner les habitants, les résidents ; Engadin signifie ainsi « parmi les habitants de l'Inn ».

## Territoire
Le relief et les roches qui le composent sont issus d’une diversité de couches de matériaux (récifs coralliens, sédiments), de leur transformation par la pression ou l’érosion et leurs mouvements qui les font se superposer, s’écarter ou s’élever. Les nappes austroalpines affleurent à l’est des Grisons. Constituées par les récifs d’une mer peu profonde, elles ont été charriées depuis le continent africain pour venir recouvrir les nappes pennines vers l’ouest. La Ligne de l’Engadine est une faille qui marque la fracture qui a formé la vallée.

### Minéraux
L'Engadine est riche en minéraux exploitables (Smithsonite, galène, minerais de plomb contenant de l'argent, Chalcopyrite, etc.). À l'âge du bronze, des populations des Grisons maîtrisaient le travail du cuivre. Les Romains ont exploité la pierre ollaire du val Bregaglia.
Les sources minérales de Saint-Moritz en Haute-Engadine et de Scuol-Tarasp en Basse-Engadine sont économiquement importantes.

## Géographie

### Haute-Engadine

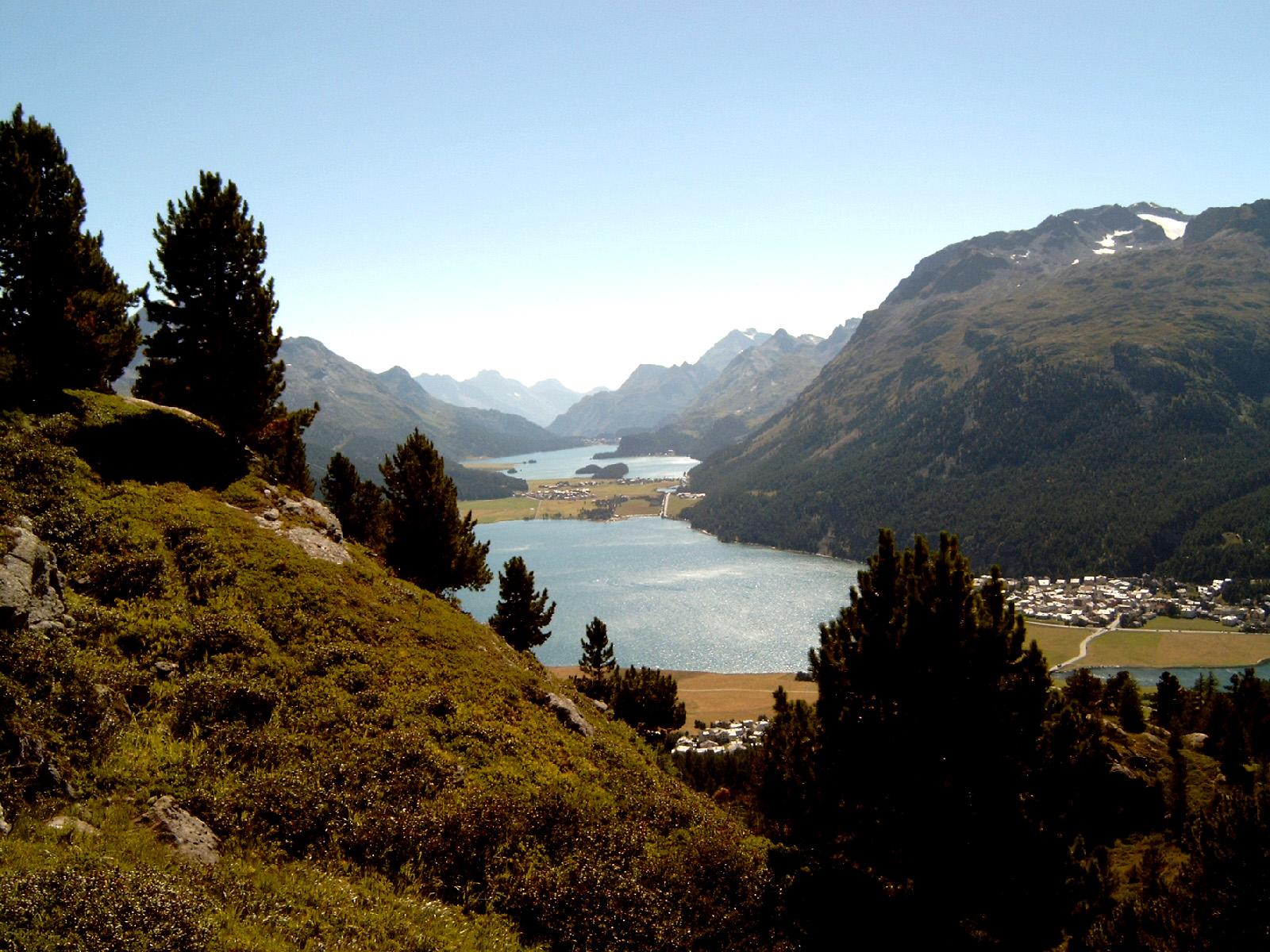
Région des lacs de Haute-Engadine : lac de Silvaplana et lac de Sils.

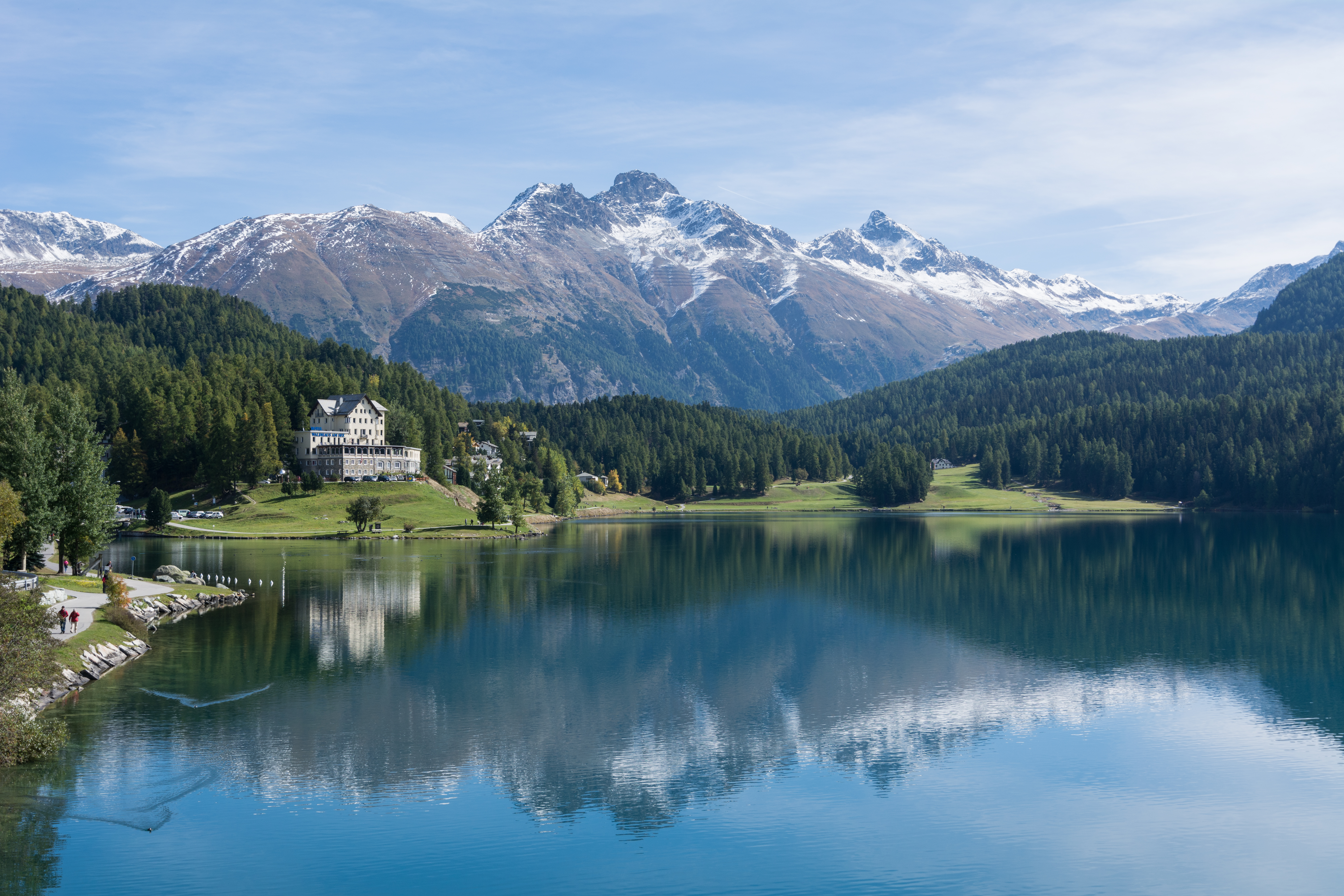
Le lac Saint-Moritz en Haute-Engadine. Derrière, quelques sommets de la chaîne de Livigno, comme le Piz Languard. Septembre 2015.

Le fond de la Haute-Engadine se situe de 1 600 à 1 800 m d'altitude. La vallée se caractérise par des lacs (lac de Sils, lac de Silvaplana, lac de Champfèr, lac de Saint-Moritz), les forêts de mélèzes qui s'étendent de 1 600 à 2 100 m d'altitude, ainsi que des pinèdes de montagne et, surtout dans les vallées latérales, des glaciers.
Le climat est froid et constitue l'un des plus rigoureux de Suisse, la température descend parfois en dessous de −35 °C en hiver. En raison de l'altitude, le fond de la vallée a un climat de haute montagne à subalpin. Les prairies de la vallée sont bordées par des pentes montagneuses modérément escarpées sur lesquelles dominent les pics enneigés, pour la plupart accidentés. Sur les pentes ombragées au sud, s'étendent des forêts de conifères et au-dessus d'elles, des prairies alpines ; la limite horizontale est clairement visible.
La Haute-Engadine est reliée au val Poschiavo par le col de la Bernina et au val Bregaglia par le col de Maloja ; au nord, le col du Julier la relie à l'Oberhalbstein et le col de l'Albula à la vallée de l'Albula. La partie nord-est de la Haute-Engadine vers la Basse-Engadine s'appelle La Plaiv.
Les vallées de la Haute-Engadine font partie des zones habitées les plus hautes d'Europe.
Au nord-est de Saint-Moritz, le village de Samedan est la capitale de la Haute-Engadine.

#### Localités de la Haute-Engadine
À partir du fond de la vallée : Maloja (partie et ancien alpage du village du val Bregaglia de Stampa et donc rattaché administrativement à Bregaglia italophone), Sils im Engadin/Segl, Silvaplana (Silvaplauna), Surlej (rattaché à Silvaplana), Champfèr (divisé par une rivière, administrativement entre Saint-Moritz et Silvaplana), Saint-Moritz (San Murezzan), Celerina/Schlarigna (Schlarigna), Pontresina (Puntraschigna), Samedan, Bever, La Punt Chamues-ch, Madulain, Zuoz, S-chanf, Cinuoschel (une partie de la commune de S-chanf).

#### Vallées latérales
Les plus grandes vallées latérales sont le Val Bernina qui descend du col de la Bernina près de Samedan au sud-est avec le village de Pontresina et le Val Bever près de Bever.

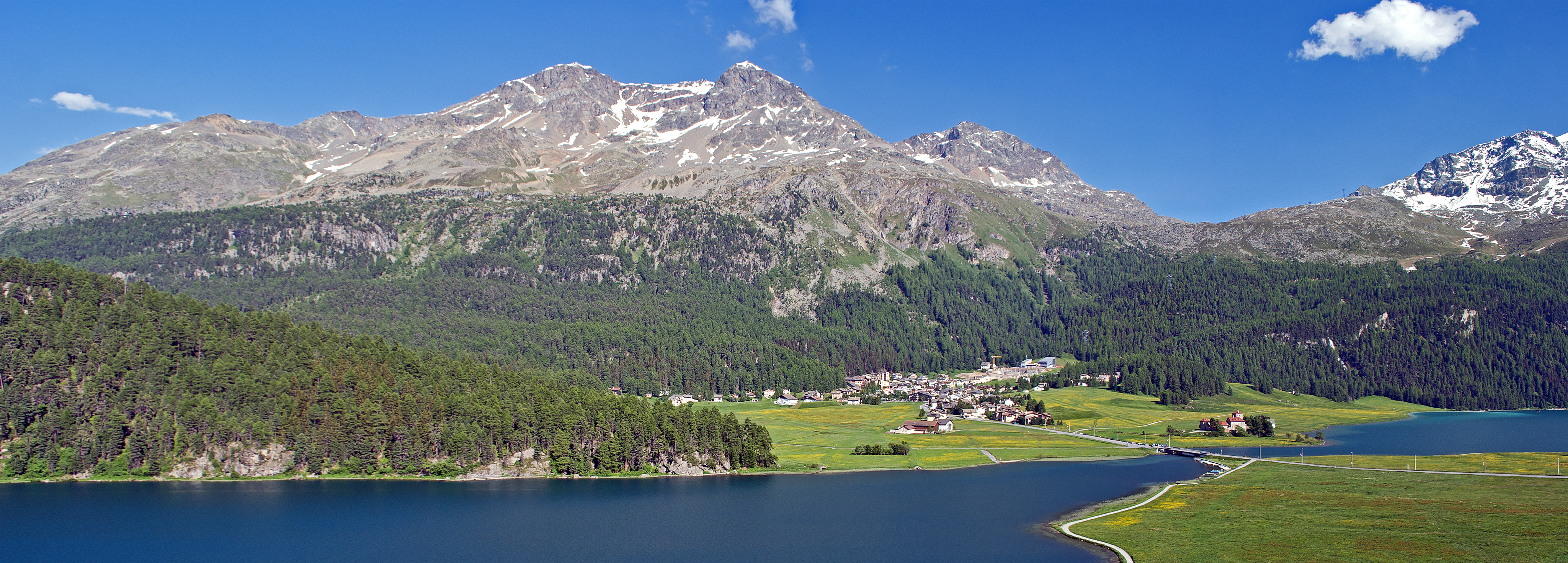
Localité de Silvaplana et le Piz Rosatsch.
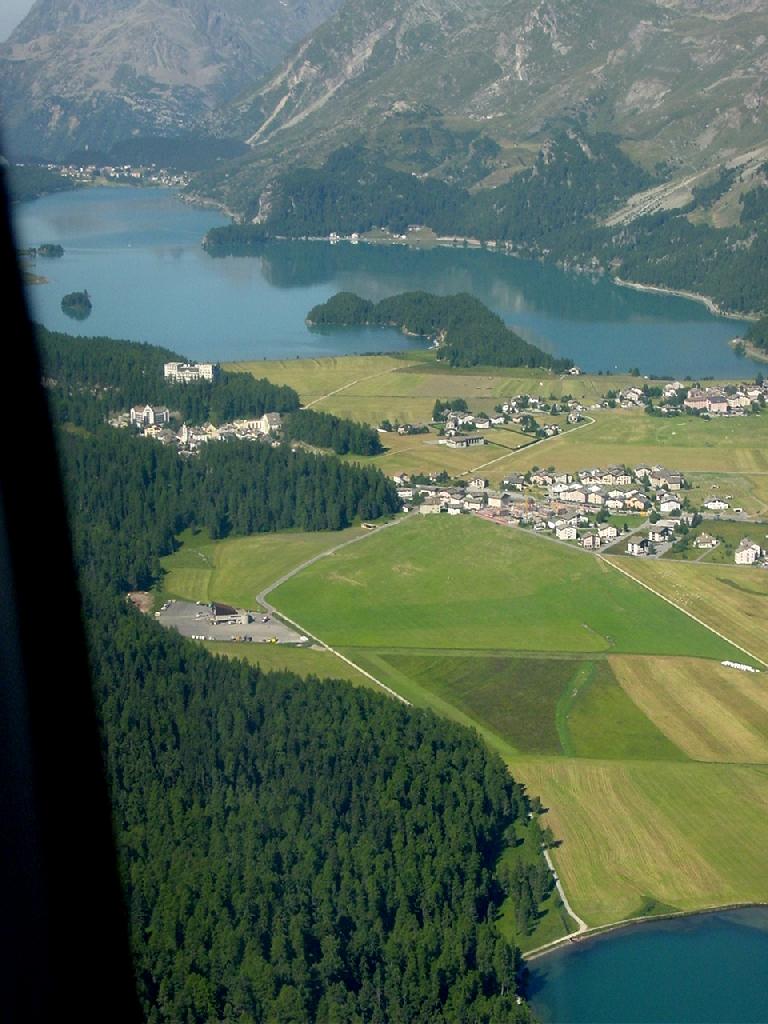
Localité de Sils et son lac (cliché 13 juillet 2003).
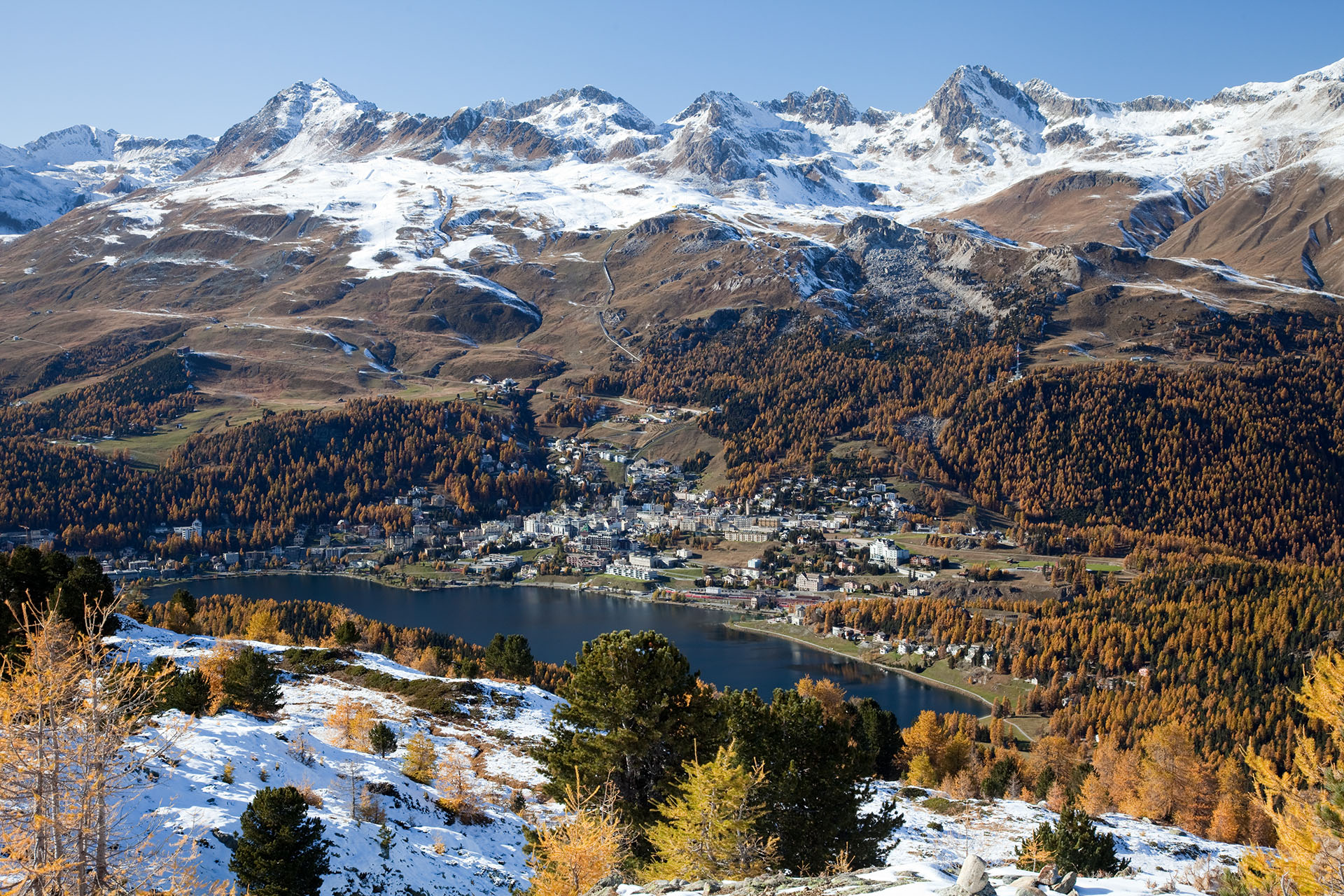
Localité de Saint-Moritz.
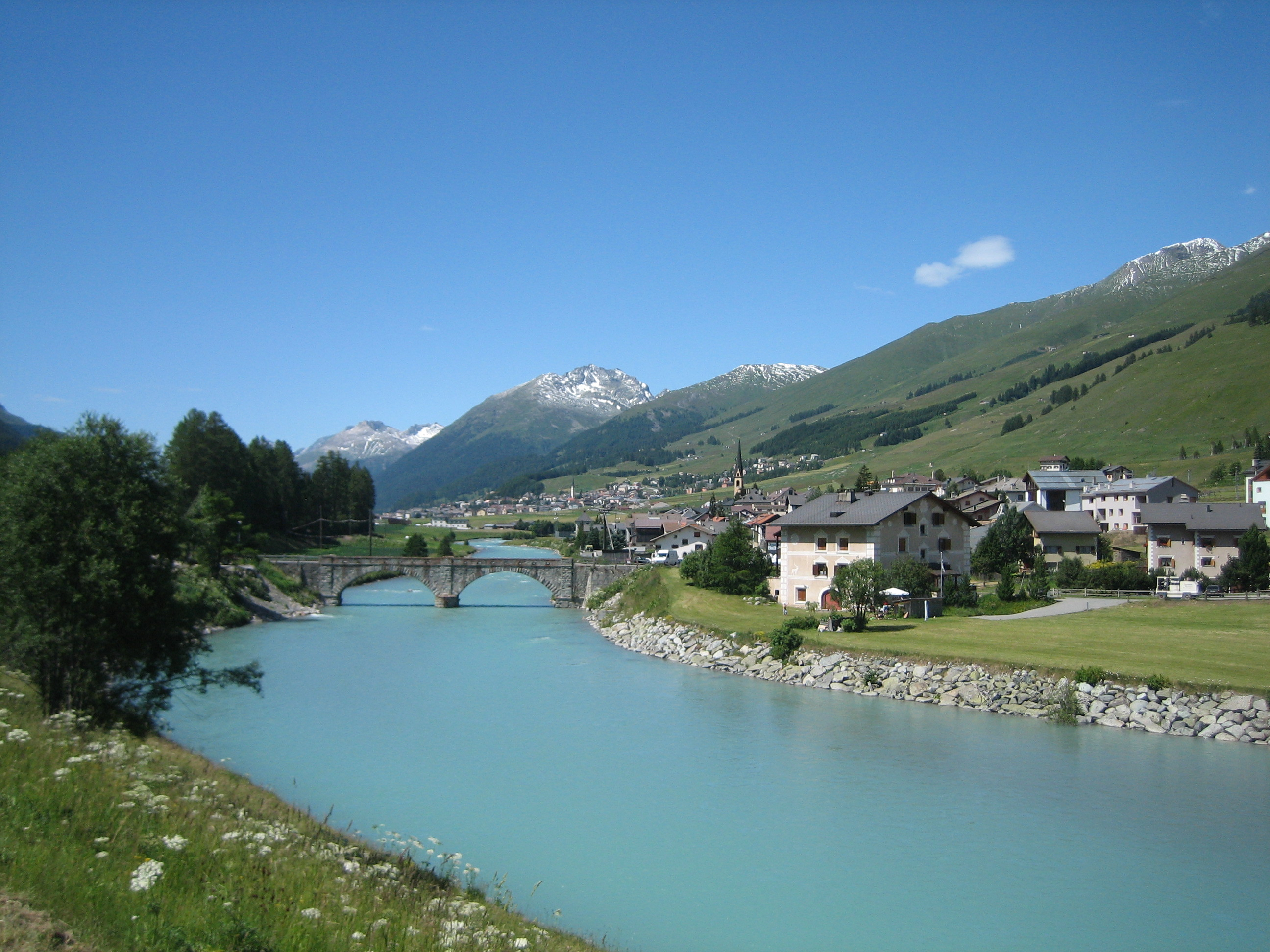
L'Inn et le village de S-chanf.
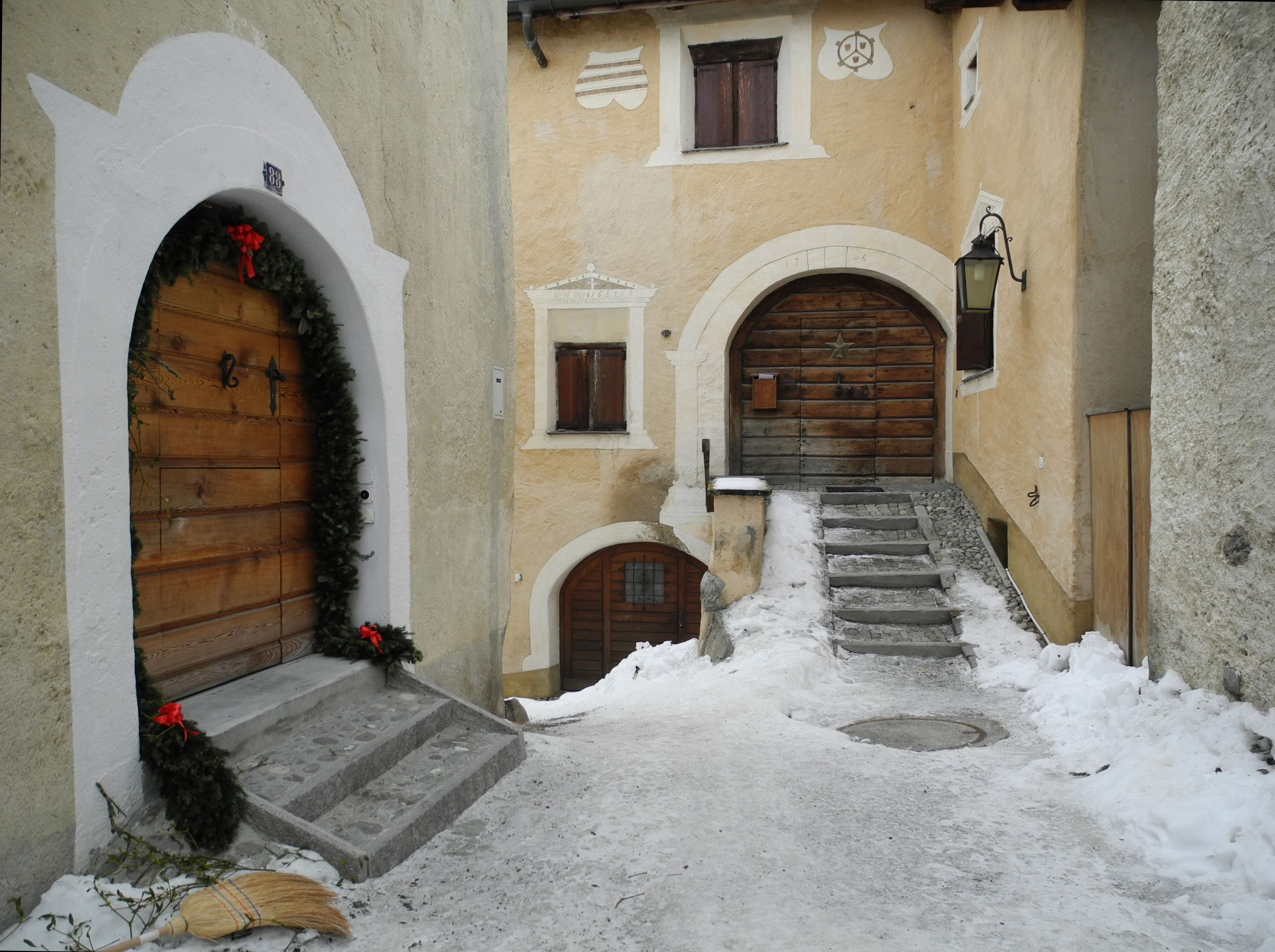
Village de Zuoz.
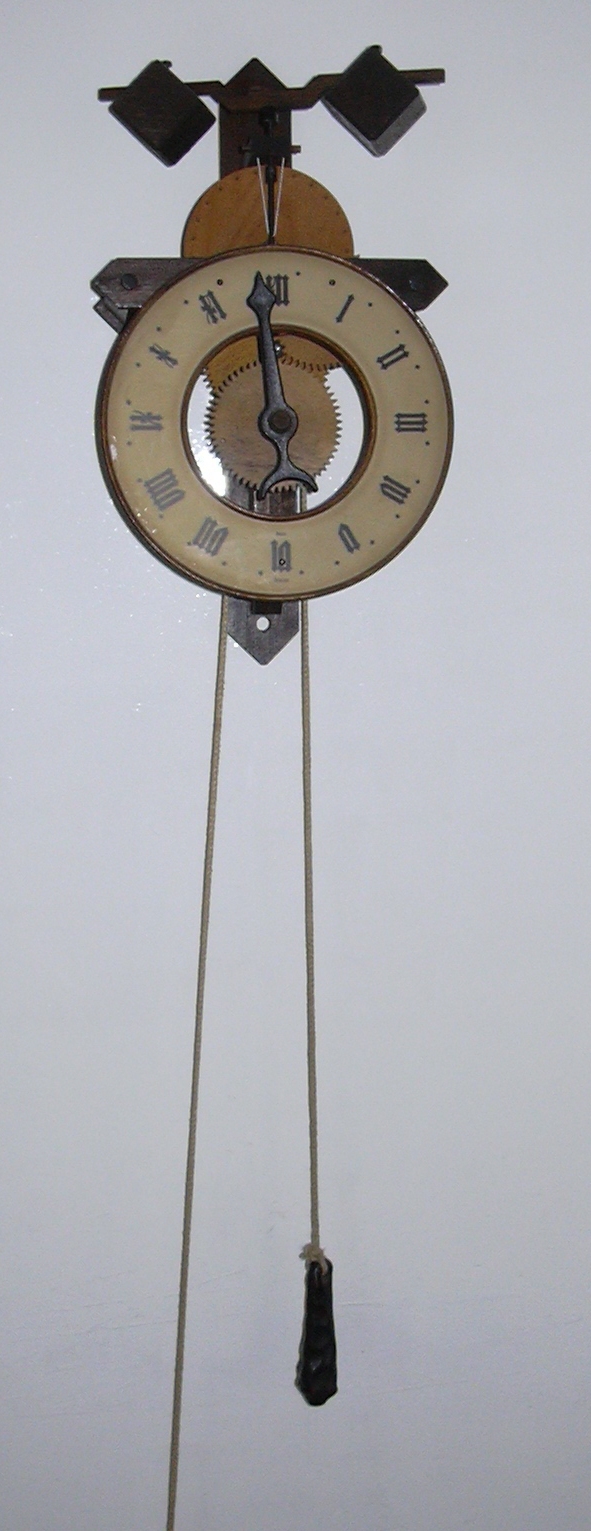
Horloge à foliot, faite entièrement en bois dans l'Engadine.

### Basse-Engadine

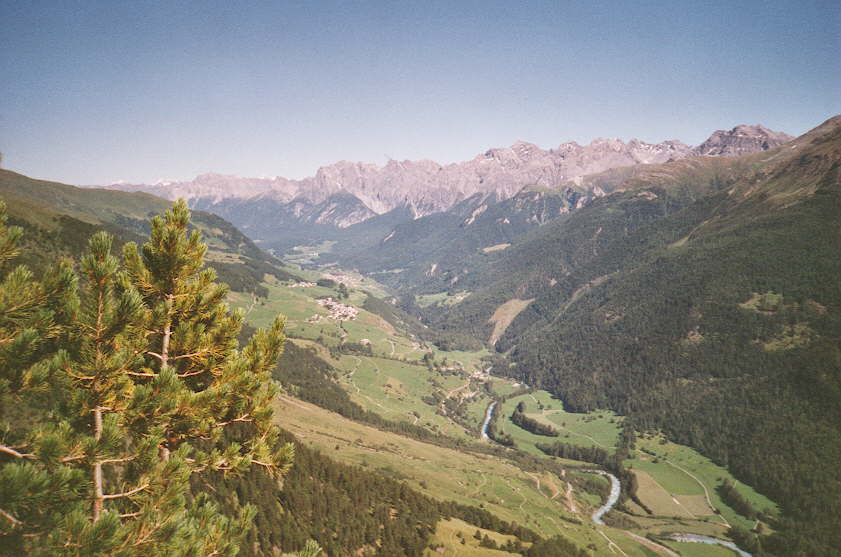
Basse-Engadine, vue vers l'est jusqu'aux Dolomites de Basse-Engadine.

La Basse-Engadine (Engiadina Bassa) a un gradient nettement plus important, de 1 610 à 1 019 m. Elle est plus étroite et plus sauvage que la Haute-Engadine. L'Inn s'y précipite sur les rochers et creuse à travers des gorges étroites. La plus sauvage de ses gorges est celle de Finstermünz, d'où elle quitte le territoire suisse.
La région est plus sauvage que la Haute-Engadine avec d'étroites vallées. L'Engadine a su préserver ses ressources naturelles. Elle est connue pour la richesse de sa faune et de sa flore. La Basse-Engadine à l'instar du Valais fait partie des vallées intra-alpines à climat sec très appréciées de la pie-grièche écorcheur qui y atteint ses plus fortes densités malgré une baisse des effectifs en Suisse ; l'espèce n'est pas considérée comme menacée en 2010.
La Basse-Engadine est reliée au Landwasser près de Davos via le col de la Flüela et au val Müstair via le col de l'Ofen. En outre, il existe une liaison ferroviaire vers le Prättigau via le tunnel de la Vereina depuis 1999, qui, avec le col du Julier (qui n'est que partiellement praticable en hiver) et la ligne de l'Albula, tous deux en Haute-Engadine, est la seule liaison de transport aller-retour entre l'Engadine et le reste de la Suisse utilisable toute l'année.

#### Localités de Basse-Engadine
D'ouest en est : commune de Zernez : Brail, Zernez, Susch, Lavin ; commune de Scuol : Giarsun, Guarda, Bos-cha, Ardez, Ftan, Tarasp, Scuol, Sent ; commune de Valsot : Vnà, Ramosch, Seraplana et Raschvella (parties de l'ancienne commune de Ramosch), Tschlin, Strada et Martina (parties de l'ancienne commune de Tschlin) ; communauté de Samnaun : Compatsch, Laret, Plan, Ravaisch, Samnaun-Dorf.

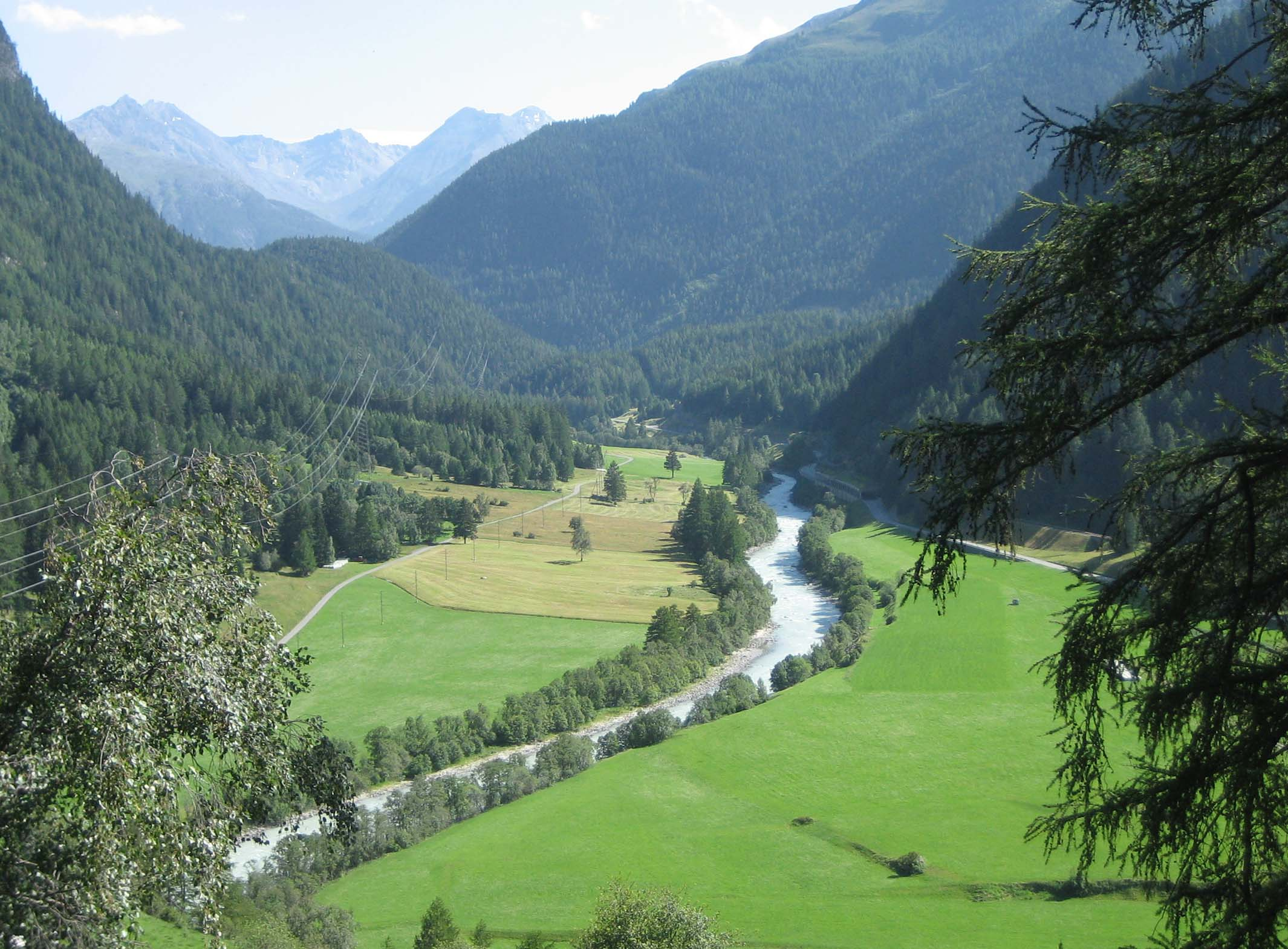
L'Inn proche de Susch.
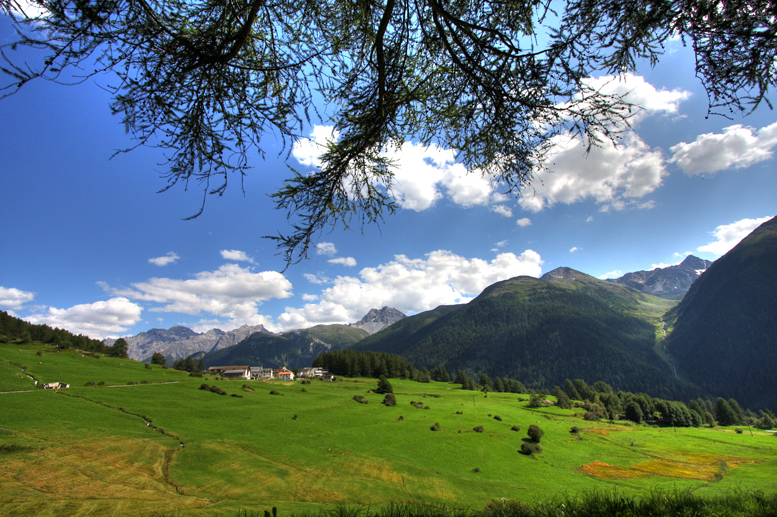
Vue en direction de Bos-Cha sur la commune d'Ardez.
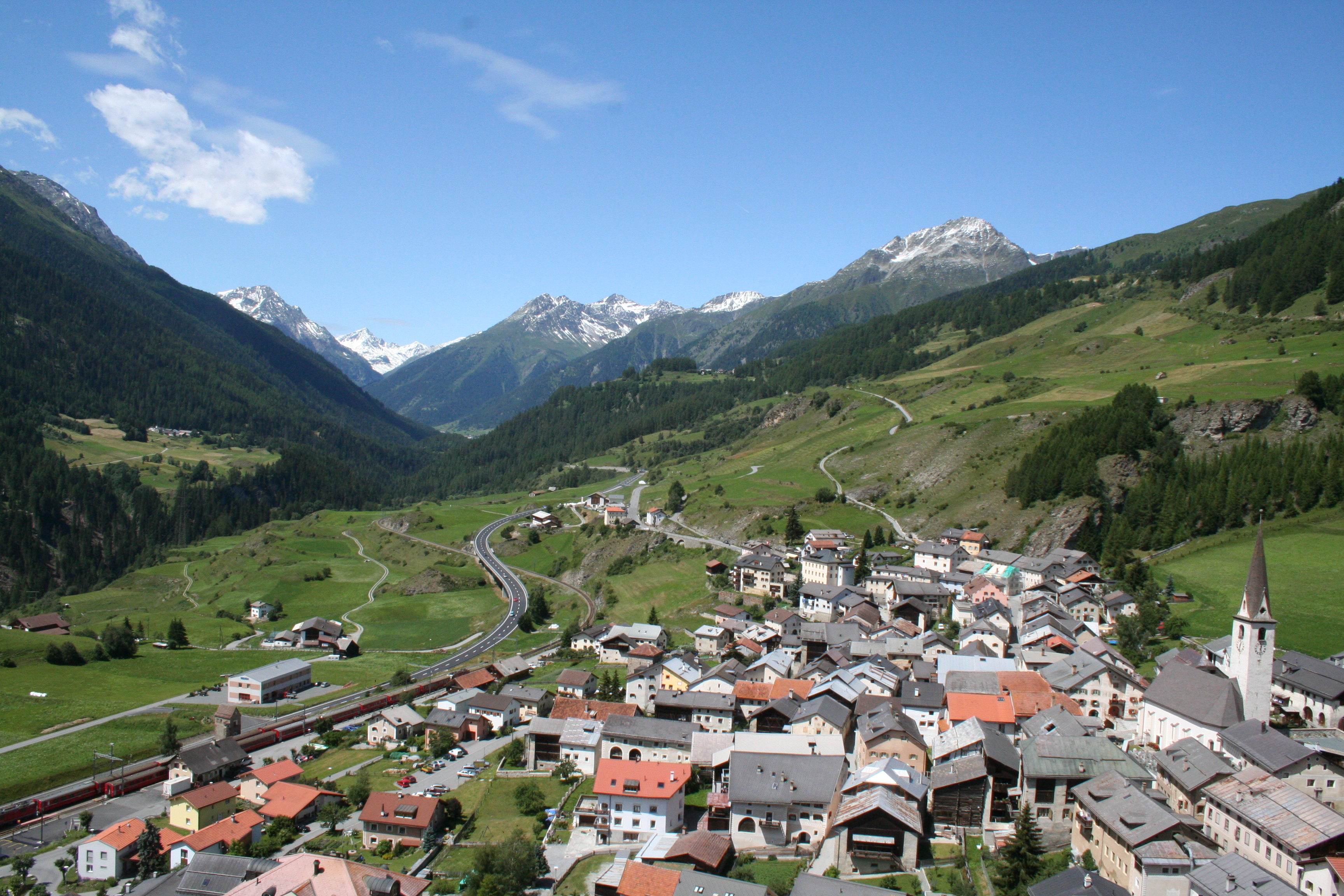
Ardez.
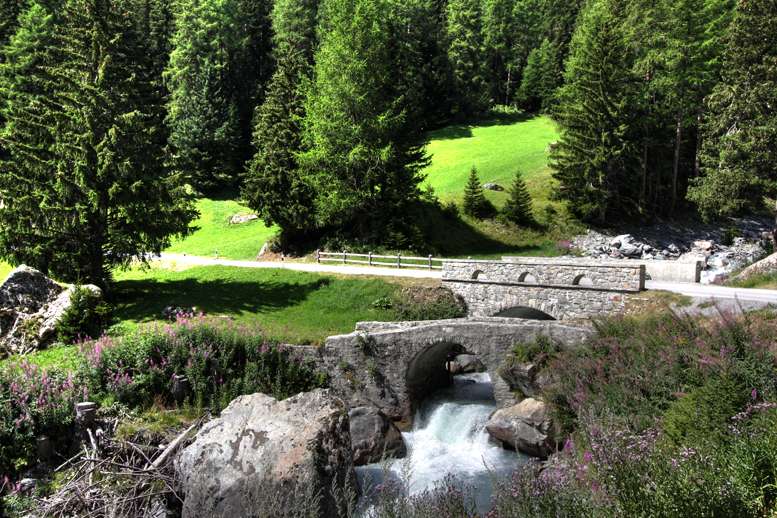
Sur la route en direction de Ftan.
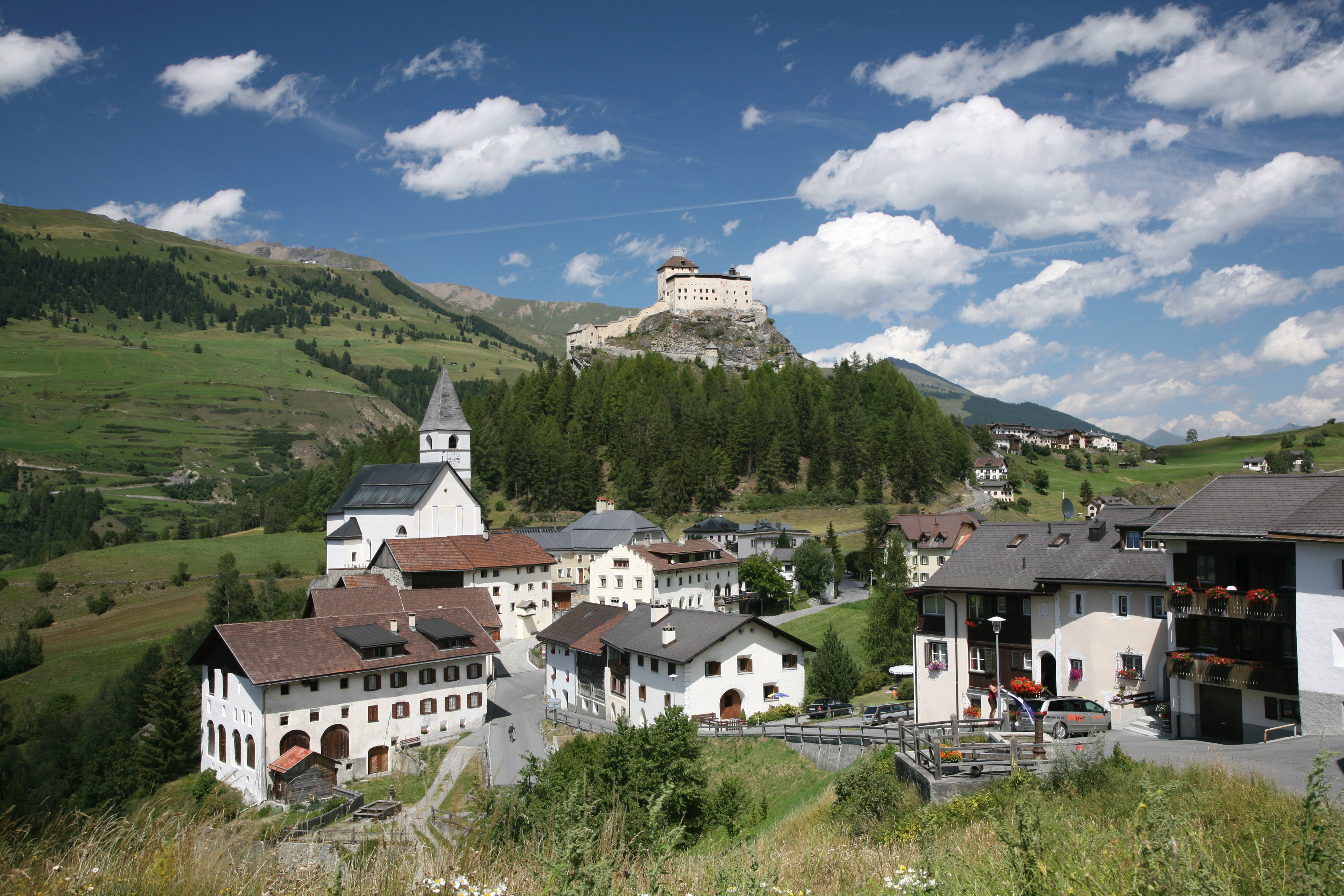
Localité de Fontana sur la commune de Tarasp.
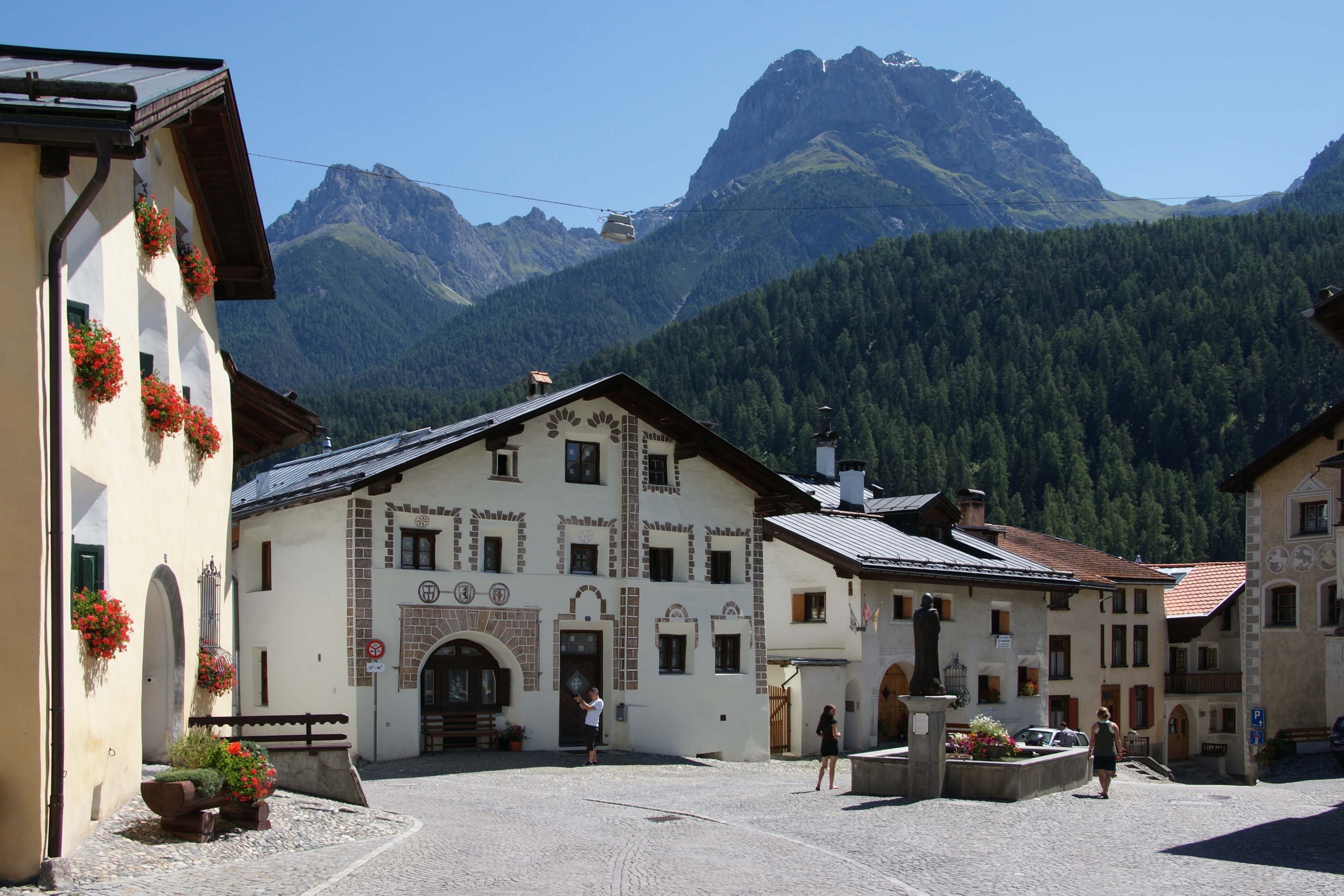
Vieux village de Scuol.

## Faune et flore

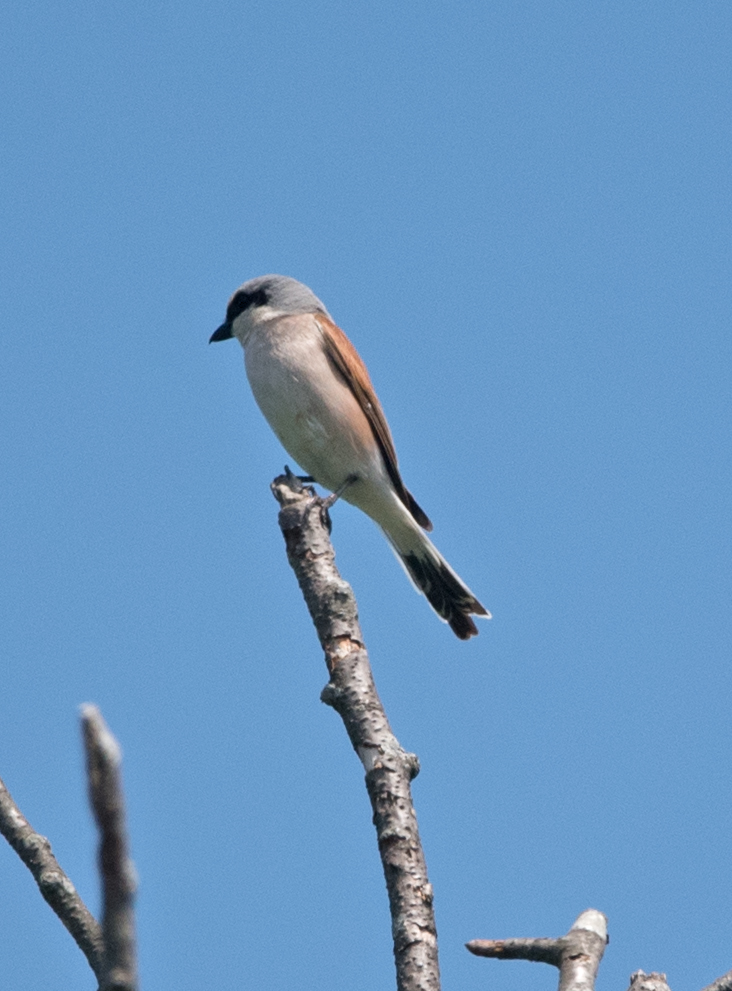
Pie-grièche écorcheur (Lanius collurio).

Botaniquement, l'Engadine est remarquablement riche, en particulier la flore cryptogame. Sur les versants nord de l'Engadine, des forêts denses de sapins et de pins s'étendent jusqu'à une altitude de 1800 m, tandis que les forêts de mélèzes existent sur les pentes exposées au sud jusqu'à 2100 m en raison de la sécheresse.
Cerfs et chevreuils vivent dans les vastes forêts de la vallée, chamois et bouquetins dans les régions montagneuses. Les aigles royaux et les gypaètes barbus vivent dans les vallées latérales rocheuses. Cerfs, chevreuils et chamois sont chassés chaque année pendant trois semaines en septembre. Les bouquetins sont réglementés dans une chasse spéciale.
La Fundaziun Pro Terra Engiadina propose des activités d'observations en Basse-Engadine, par exemple Wilde Nachbarn - Schwalbenschwanz und Zottelbiene, Voisin sauvage - Machaon et abeilles sauvages (Panurgus).
La Basse-Engadine est le berceau du mouton d'Engadine à la peau de couleur rouge-brun. Ce mouton est dépourvu de cornes, comme la plupart des autres races ovines suisses (à l'exception du nez noir du Valais et du Roux du Valais). Le mouton d'Engadine « est prisé pour sa résistance et sa nature confiante ».
La vache grise rhétique est aussi originaire de cette région.

### Écologie
La Haute-Engadine fait l'objet d'une étude scientifique de l'École polytechnique fédérale de Zurich sur la présence de microplastiques dans l'Inn et les lacs de Sils, Silvaplana et Saint-Moritz. Ce travail fait suite au Prix Science et Jeunesse 2020 décerné à une étude démontrant la présence de 22 types de plastiques différents dans les cours d'eau et lacs de la région.

## Histoire

Jeune fille de l'Engadine, au pays des Grisons, 1810 (Gugelmann).

### Histoire ancienne et Empire romain
Vers 2000 av. J.-C., des agriculteurs sédentaires vivaient sur des collines et des terrasses à flanc de colline, comme à Ramosch-Mottata. Les sources de Saint-Moritz sont également datées de l'âge du bronze moyen. Des trouvailles à Ardez et Scuol-Munt Baselgia permettent de dater un peuplement plus intensif à la fin de l'âge du bronze (1200-800 av. J.-C.). La culture Laugen-Melaun est remplacée au VIe siècle av. J.-C. par la culture de Fritzens-Sanzeno. La culture Breno est documentée dans la région de Zernez à Saint-Moritz.[réf. souhaitée]
En 15 av. J.-C., l'Engadine est incorporée à l'Empire romain, à la province de Raetia, parce que Rome a besoin des passages pour la Germanie. Les découvertes le long des voies romaines témoignent de leur importance ; Raetia a bénéficié de l'expansion romaine des routes de liaison jusqu'au début du Moyen Âge. Après la fin de l'Empire romain, l'Engadine et la Raetia deviennent une partie du Royaume ostrogoth, et en 536, tombent aux mains des Francs. La domination laïque et spirituelle est à partir du VIIe siècle entre les mains de la maison noble Zacconen, qui s'appelait aussi Viktoriden (vainqueurs).[réf. souhaitée]

### Moyen Âge et Réforme
En 806, la province est divisée en conseils supérieurs et inférieurs par Charlemagne, l'Engadine fait partie des conseils supérieurs. En 916, la Haute-Engadine passe au duché de Souabe, la Basse-Engadine au comté de Vinschgau. Les deux parties de la vallée sont séparées politiquement et constitutionnellement jusqu'en 1652. La Haute-Engadine a ses propres comtes. Le comte Dedalrich vend ses terres au diocèse de Coire en 1139, auquel la Haute-Engadine achète sa liberté en 1494. En Basse-Engadine, la domination et les droits féodaux dans lesquels interférent fréquemment différents propriétaires, conduisent à de longues querelles.[réf. souhaitée]

#### Haute-Engadine
Au Haut Moyen Âge, l'évêque de Coire étend son influence en Haute-Engadine grâce à des donations et des privilèges. En 1137 et 1139, il achète les biens des comtes de Gamertingen entre Punt Ota et Saint-Moritz et devient ainsi le souverain le plus puissant de la région. En 1367, la Haute-Engadine adhère à la Ligue de la Maison-Dieu, mais une certaine auto-administration est encore possible. Les bénéficiaires politiques sont les ministres épiscopaux de la Maison de Planta, dont l'ascension commence après 1250. La famille Salis de Samedan joue également un rôle important. Au Moyen Âge, les membres de la communauté de la vallée de la Haute-Engadine Ob Pontalt (Sur Punt Ota) se partagent les pâturages, les forêts et les eaux de la région. Des agglomérations individuelles se regroupent pour former des quartiers, comme Chantuns Sils et Fex en 1477. À partir de 1526, les droits épiscopaux sont rachetés et les biens communs sont divisés de 1538 à 1543. Le tribunal de grande instance de la municipalité politique désormais fermée sur le plan territorial, est regroupé à Zuoz et, à partir de 1438, dans les tribunaux de Funtauna Merla[réf. souhaitée]. À partir de 1534, le landaman Johann Travers de Zuoz fait jouer pour la première fois des pièces bibliques à contenu spirituel en rhéto-roman, qui ont un grand impact sur la population. De 1550 à 1577, la Haute-Engadine adopte la réforme protestante. De 1552 à 1562, les deux réformateurs Jachiam Bifrun et Ulrich Campell créent la langue écrite rhéto-romane dans des traductions de la Bible,. Plusieurs imprimeries aux noms de Saluz, Dorta, Gadina et Janett stimulent alors une vie intellectuelle animée.

#### Basse-Engadine

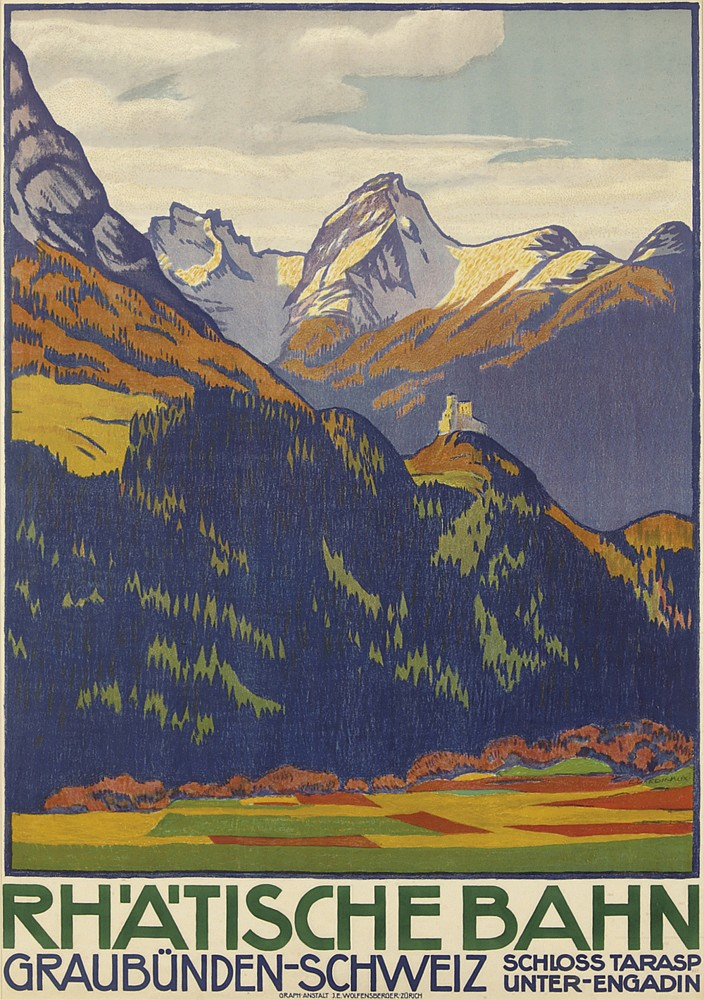
Emil Cardinaux, affiche de la Rhätische Bahn avec le château de Tarasp, 1914.

En 1140, la Basse-Engadine devient un fief des comtes du Tyrol. En 1160 et 1177, les nobles de Tarasp font don de leur château, ainsi que des domaines de Guarda, Scuol et Ftan, à l'évêque de Coire. Par le rachat de plusieurs châtellenies comme Ardez-Steinberg, il acquiert une position dominante dans la région. L'acquisition de la souveraineté échoue, du fait des Habsbourg, à partir de 1363, au comte du Tyrol. En 1367, la Basse-Engadine rejoint la Ligue de la Maison-Dieu. En 1464, les Habsbourg achètent la seigneurie de Tarasp et en 1475 leurs revendications féodales suscitent la Hennenkrieg (de), un conflit armé entre la Basse-Engadine sous l’influence des Habsbourg et le Tyrol des Habsbourg pendant les années 1475-1476. La tentative d'intégration de la Basse-Engadine et du Münstertal voisin dans le bailliage judiciaire de Nauders déclenche la guerre de Souabe en 1499. Tous les villages sont pillés et dévastés par les mercenaires impériaux. La victoire des Grisons à la bataille de Calven en 1499 met fin à l'expansion des Habsbourg-Tyrol. L'héritage de 1500 règle l'ancienne situation : la Basse-Engadine reste sous souveraineté des Habsbourg et est en même temps membre de la Ligue de la Maison-Dieu. Au XVIe siècle, le calme règne en Basse-Engadine dans le cadre des Trois Ligues, hormis le tribunal correctionnel de 1565 et la guerre du Speck contre les retraités français[réf. nécessaire]. De 1529 à 1553, la Basse-Engadine (sans le Tarasp autrichien) se convertit à la nouvelle foi réformée. Lors des Troubles des Grisons et de la bataille de la Valteline et des cols des Grisons, les Habsbourg cherchent à établir une connexion entre leurs territoires et tentent également d'accroître leur influence en Basse-Engadine et au Prättigau. En 1621, Alois Baldiron attaque la Basse-Engadine et l'occupe jusqu'en 1629. Les tentatives de recatholisation des frères mineurs capucins échouent et les congrégations retournent aussitôt à la confession réformée. Seul Samnaun, qui dès le XIXe siècle en tant que communauté germanophone de la vallée a également suivi sa propre voie linguistique, est restée catholique. En 1652, les droits autrichiens sont rachetés.

### Temps modernes

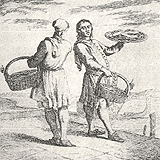
Confiseurs engadinois.

De 1798 à 1800, l'Engadine est le théâtre de combats entre Français et Autrichiens. L'une des dernières possessions autrichiennes est le Tarasp catholique, qui revient aux Grisons en 1815 par le recès d'Empire (Reichsdeputationshauptschluss) de 1803. Depuis 1851, l'Engadine est divisée en districts.
D'un point de vue économique, l'agriculture de montagne a toujours été orientée vers le Italie du Nord et le Tyrol. L'exportation de gros et de petit bétail, d'autres produits agricoles, de bois et de minerai finançait les importations telles que les céréales, le vin et le sel. Les salines de Hall et les mines de S-charl ont amené à la destruction de nombreuses forêts de la Basse-Engadine. À l'époque moderne, les émigrants temporaires, les Randulins, qui jouissaient de privilèges lucratifs en tant que confiseurs engadins à Venise de 1603 à 1766, contribuèrent de manière significative à la prospérité croissante de la région. Après la résiliation du contrat par Venise, de nombreux Engadinois ont émigré vers d'autres villes italiennes et d'autres centres européens.
En 1820-1840, l’Obere Strasse est construite sur le col du Julier et le col de la Maloja, la Talstrasse est construite en 1845-1872 et la Samnauner Strasse est aménagée en 1907-1912. L'ouverture du tunnel du Saint-Gothard en 1882 fait s'effondrer le trafic de transit des diligences et les revenus monétaires associés à la mule traversant les cols des Grisons. Cet écart est progressivement comblé par l'émergence des cures thermales et du tourisme alpin après 1850.
La ligne de l'Albula des Chemins de fer rhétiques est créée en 1903-1913 pour relier la Haute-Engadine et stimule le tourisme. La Première Guerre mondiale met rapidement fin à l'âge d'or des grands hôtels. La crise économique après 1929 détruit de nombreux emplois touristiques. À partir de 1925, le réseau routier pour les automobiles est étendu et en 1938, l'aérodrome de Samedan-Engadin est construit comme aérodrome militaire. En 1914, le parc national suisse est fondé en Basse-Engadine. Le développement des téléphériques et des remontées mécaniques entraîne une forte augmentation du tourisme d'hiver à partir de 1945. Les Jeux olympiques d'hiver de Saint-Moritz en 1928 et 1948 font l'objet d'une publicité mondiale. La première phase d'expansion d'énergie hydroélectrique est achevée en 1932 sans affecter les lacs de la Haute-Engadine. À partir de 1954, d'autres projets de centrales électriques sont réalisés, les barrages de Punt dal Gall et de Livigno sont les plus grandes structures. Il existe une différence notable de prospérité entre la région touristique de la Haute-Engadine et la Basse-Engadine dominée par l'agriculture. La Basse-Engadine s'attend à une impulsion de développement du tunnel de Vereina sécurisé pour l'hiver, qui a été ouvert en 1999. Les carrefours routiers existants des cols de Flüela et d'Albula sont fermés pendant les mois d'hiver ; seul le col du Julier est utilisable toute l'année, sauf les hivers enneigés.

## Langues

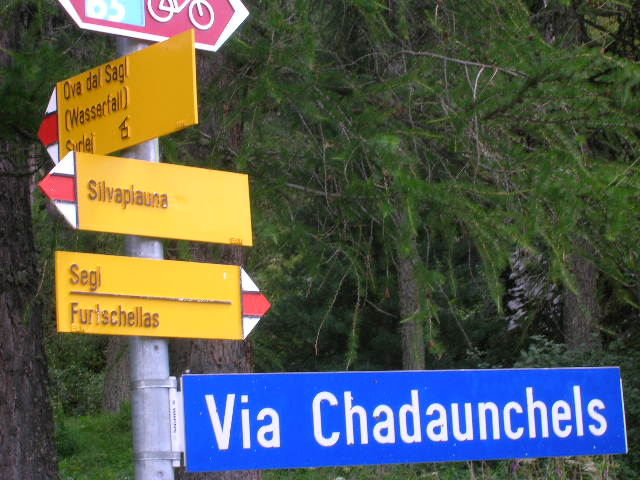
Exemple d'utilisation du romanche.

La langue principale en Basse-Engadine et dans certaines parties de la Haute-Engadine est le romanche. Le haut-engadinois ou putèr est parlé en Haute-Engadine et le vallader en Basse-Engadine, deux idiomes rhéto-romans, chacun avec sa propre langue écrite, que les Engadinois appellent collectivement le rumantsch ladin. Cependant, le ladin de l'Engadine ne doit pas être confondu avec les langues ladines du nord-est de l'Italie. Dans la commune de Samnaun, un dialecte tyrolien est parlé depuis le XIXe siècle.
En raison de la forte progression du tourisme au siècle dernier, du meilleur développement et de l'élargissement de l'espace économique qui en a résulté, l'Engadine a enregistré une forte immigration de personnes ne parlant plus la langue rhéto-romane. Par conséquent, en plus du romanche, le suisse allemand et l'italien sont également parlés. Dans les principales villes de Haute-Engadine, le romanche a été largement remplacé (cf. Saint-Moritz et région). En 2000, seulement 13 % de la population utilise le romanche comme langue principale et 30 % comme langue de tous les jours. En Basse-Engadine, le remplacement du romanche est moins prononcé, mais une tendance similaire peut également être discernée. Le vallader a un territoire plus restreint en Basse-Engadine ; en 2000, 63 % l'utilise comme langue principale et 79 % dans le langage courant.

## Économie

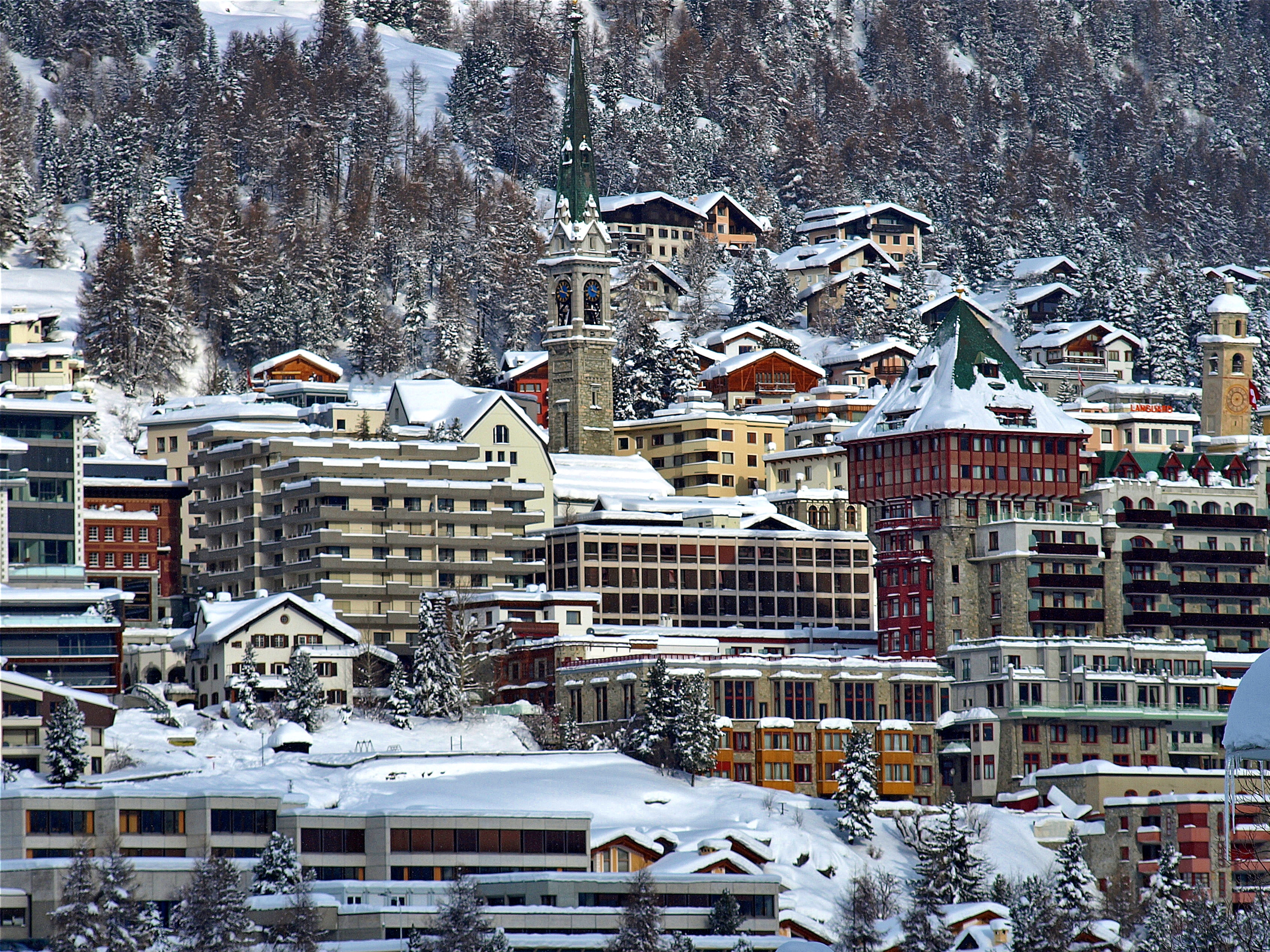
Saint-Moritz.

Grâce au tourisme, qui connaît une croissance rapide depuis plus d'un siècle, l'Engadine a connu une forte immigration. L'activité intense du bâtiment a modifié la structure du peuplement et a conduit à la constitution de centres urbains près de Saint-Moritz avec ses 5 600 habitants. Saint-Moritz, située au milieu du paysage lacustre de la Haute-Engadine à 1 856 mètres d'altitude, avait déjà depuis un siècle une réputation dans toute l'Europe pour ses sources médicinales. La première Kurhaus a été ouvert en 1831. Depuis lors, une activité hôtelière, en partie sophistiquée, a suivi, et plus tard également la construction d'appartements. Saint-Moritz est devenue l'une des stations thermales plus célèbres au monde. Le 9 août 1907, le premier funiculaire est inauguré avec le Muottas-Muragl-Bahn.

## Culture

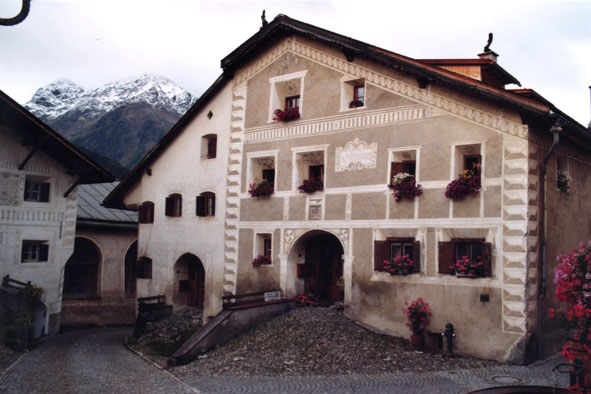
Maison engadinoise à Guarda.

Outre la riche littérature romanche, l'histoire du théâtre engadinois est particulièrement significative en termes d'histoire culturelle. La maison engadinoise est une particularité architecturale de l'Engadine.
Les principaux musée en Engadine sont :
- Maloja : barrière de Maloja, Atelier de Giovanni Segantini
- Pontresina : Museum Alpin
- Samedan : Chesa Planta
- Scuol : Musée de la Basse-Engadine
- Sils im Engadin/Segl : Musée Andrea Robbi, Musée Nietzsche
- Saint-Moritz : Musée de l'Engadine, Musée Segantini
- Strada : Musée Stamparia
- Susch : Musée Susch
- Zernez : Maison du Parc National de Zernez

### Littérature

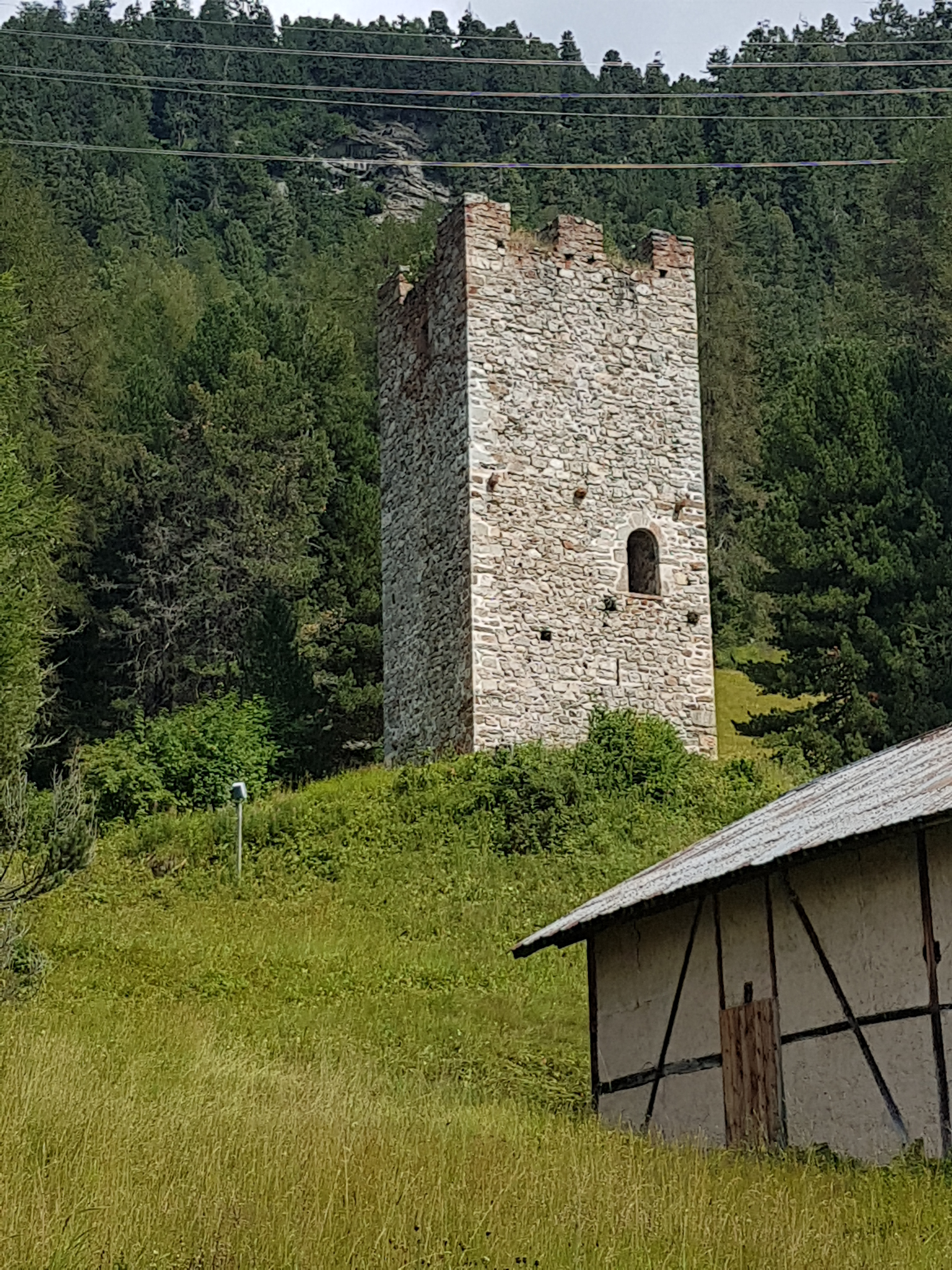
Donjon de Spaniola à Pontresina, construit vers 1200.

La Haute-Engadine est notamment célèbre pour abriter la commune de Sils-Maria qui a constitué le principal lieu de villégiature de Friedrich Nietzsche puis, plus tard, un lieu fréquenté par Annemarie Schwarzenbach, Thomas Mann, Marcel Proust, Hermann Hesse, Pierre Jean Jouve, Henri Bauchau, Alberto Moravia, Franck Venaille, Jean Cocteau et Rosetta Loy.
Annemarie Schwarzenbach a en particulier réalisé un portrait photographique à Sils, au soleil sous la neige, en 1936.
Les séjours réguliers de Pierre Jean Jouve en Engadine ont été une source « déterminante » d'inspiration. Ce paysage a été qualifié de « point central de sa sensibilité, (…) lieu d'une luminosité extraordinaire ». Et Henri Bauchau se rappelle à quel point Jouve aimait les serpentines « dont il affectionne le cœur bleu sombre et la teinte vert de bronze ».
Dans Œcuménisme, alchimie et poésie, Gabriel Mützenberg décrit la biographie de Jean Travers, le premier poète en langue romane au XVIe siècle,.

## Dans la culture populaire
En 1932, Harald Reinl réalise le long métrage Abenteuer im Engadin (Aventure en Engadine) qui se compose essentiellement de scènes de sports et de poursuites sur fond de paysages enneigés.
La région de l'Engadine est le lieu de déroulement du film Une cloche pour Ursli, réalisé par Xavier Koller en 2015, d'après le roman Schellen-Ursli de Selina Chönz.